# La Rivière blanche
Pour les articles homonymes, voir Rivière Blanche.
La Rivière blanche (ou Paysage de Bretagne, son ancien titre) est un tableau réalisé en 1888 par Paul Gauguin (1848-1903) et conservé en France au musée de Grenoble. Il représente un paysage de la campagne bretonne autour de Pont-Aven.

## Histoire
La toile de ce tableau rassemble deux œuvres de Paul Gauguin : au recto, le Portrait de Madeleine Bernard, et au verso, La Rivière blanche, une vue sur l'Aven de Pont-Aven. Il a vraisemblablement utilisé les deux faces d'une même toile pour des raisons pratiques ou économiques, soit parce qu'il manquait d'argent, soit parce qu'il n'avait pas trouvé de toile à Pont-Aven à cette époque. La Rivière Blanche aurait été réalisée en juin 1888, tandis que le portrait de Madeleine Bernard daterait du mois d'août 1888, car Émile Bernard et Madeleine ne sont venus rendre visite à Gauguin qu'autour de la mi-août.

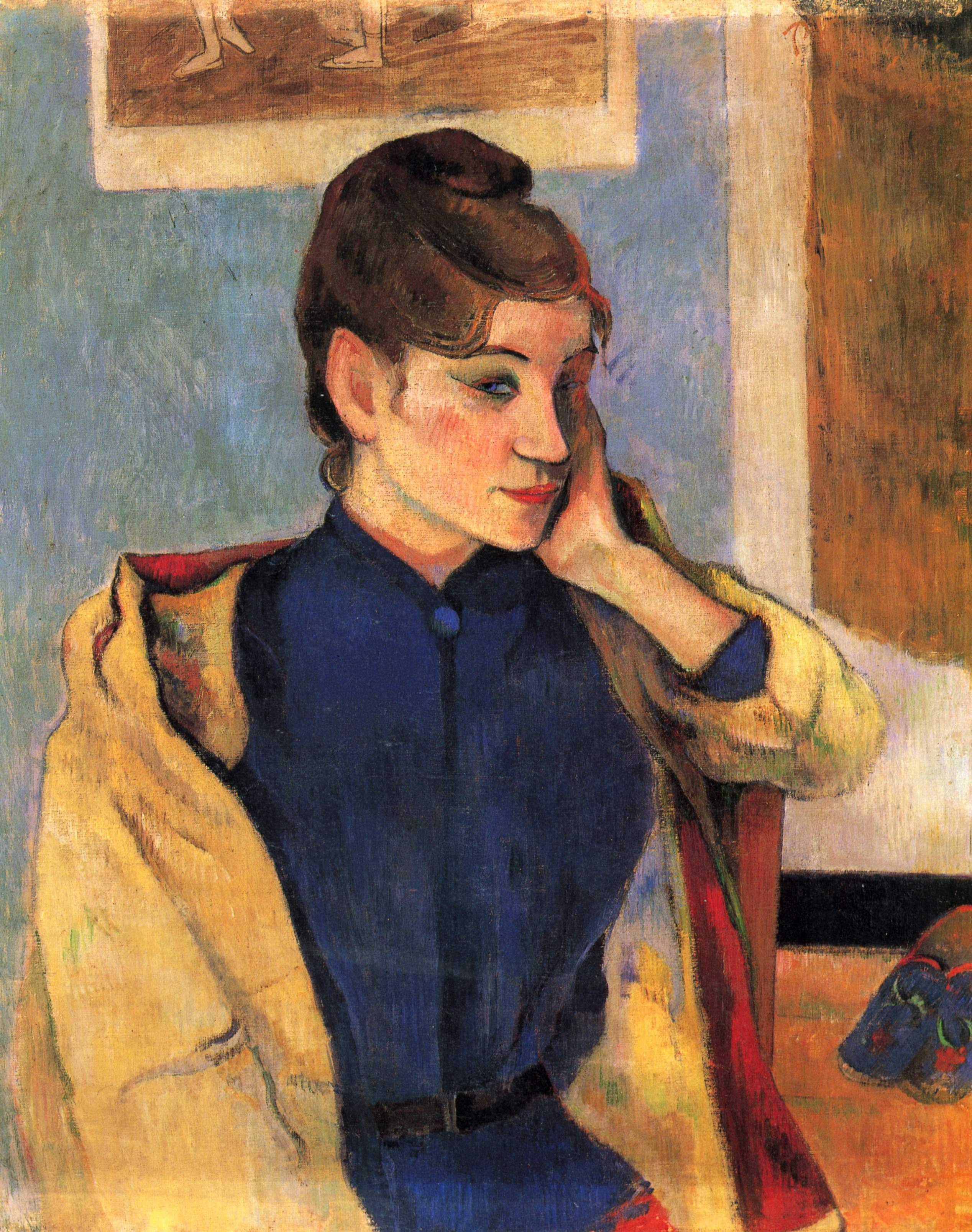
Portrait de Madeleine Bernard, au recto de La Rivière blanche.

Ce « paysage breton » sera exposé sous le titre La Rivière blanche, lors d'une rétrospective Gauguin au Salon d'automne, trois ans après la mort de l'artiste à Paris en 1906.
Le tableau fut tout d'abord acquis par un collectionneur de Montpellier, Maurice Fabre, qui ensuite le revendit à Eugène Druet. Passé enfin chez Alexandre Bernheim, il fut acheté par le musée de Grenoble en 1923 pour un total de 20 000 francs, soit « Dix mille francs le Gauguin ! », selon la propre exclamation de son conservateur, Andry-Farcy. Volée en juin 1978 lors d’un transport, au retour d’une exposition à Marseille, la double toile est retrouvée en mauvais état l’année suivante. Elle a dû être restaurée et réencadrée. Cet incident est à l’origine de deux lois régissant encore le transport d’œuvres d’art[réf. nécessaire].

## Description
Ce tableau est une huile sur toile de Paul Gauguin. Il mesure 58 × 72 cm et représente un paysage de campagne exécuté en juin 1888.
Il s'agit d'une vue de la rivière de l’Aven, proche du village de Pont-Aven. Un jeune homme, de dos au premier plan, « ne semble pas appartenir au même espace que celui des deux autres jeunes hommes sur la barque, en contrebas, tant la distance qui les sépare est importante. Par le truchement d’un cadrage serré, le ciel disparaît au profit de la rivière, qui semble se redresser ».

## Philatélie
Le timbre français représentant ce tableau, mis en page par Valérie Besser, est sorti en 2013.